# Blazegraph
Blazegraph — графовая СУБД, известная, прежде всего, как RDF-хранилище, используемое в точке доступа SPARQL проекта Викиданные.
Поддерживает как хранение баз данных на накопителях, так и резидентный режим.
Среди примечательных функций — возможность ручной корректировки плана выполнения и переиспользуемые именованные подзапросы. В Blazegraph реализован собственный альтернативный механизм RDF-реификации, дополняющий RDF возможностями LPG. Как следствие, обеспечивается возможность производить запросы не только на SPARQL, но и на Gremlin. Для расширения функциональных возможностей используется синтаксис SERVICE федеративных запросов.
Кроме фонда Викимедиа, выбравшего СУБД для создания сервиса доступа к Викиданным, система используется во французском проекте Datatourisme; языком запросов к данным при этом является GraphQL. Среди пользователей СУБД компания-производитель также указывает фирмы EMC, Autodesk и Yahoo!
Написана на Java. Некоммерческая версия свободно распространяется по лицензии GPL v2, существует коммерческая версия, использующая GPGPU-ускорение.

## История
Создана как основной продукт компании Systap, основанной в 2006 году. Первые выпуски СУБД носили наименование Bigdata, в феврале 2015 года с выпуском версии 1.5 продукт получил наименование Blazegraph, впоследствии и сама компания была переименована в Blazegraph. К этому же времени относится получение финансирования от DARPA на поддержку графических акселераторов в СУБД. В мае 2016 года выпущена версия 2.1, в которой отмечаются значительные усовершенствования для поддержки GPGPU, разработанные в рамках внедрения для обслуживания запросов к PubChem по заказу Национального центра биотехнологической информации.
Предположительно, в 2017 году Blazegraph стал основой Amazon Neptune, в подтверждение предположений указывают на приобретение Amazon торговой марки «Blazegraph» и доменного имени blazegraph.com, а на также переход в Amazon (по данным LinkedIn) большого числа сотрудников Blazegraph, включая генерального директора.